# Куртатоне
Куртатоне (итал. Curtatone) је насеље у Италији у округу Мантова, региону Ломбардија.
Према процени из 2011. у насељу је живело 145 становника. Насеље се налази на надморској висини од 25 м.

## Становништво
| 1936. | 1951. | 1961. | 1971. | 1981. | 1991.  | 2001.  | 2011.  |
| ----- | ----- | ----- | ----- | ----- | ------ | ------ | ------ |
| 8.391 | 8.480 | 7.697 | 8.253 | 9.293 | 10.410 | 12.354 | 14.570 |